# Парламентские выборы в Сиаме (1938)
Парламентские выборы 1938 года в Сиаме были внеочередными, состоялись 12 ноября и проходили в соответствии с Конституцией Сиама 1932 года. Поскольку в стране в это время не было политических партий, все кандидаты выступали как независимые. В выборах приняло участие 2 210 332 избирателя (явка составила 35,0 %).